# Waldemar Grosch
Waldemar Grosch (* 1958 in Krappitz) ist ein deutscher Historiker.

## Leben
Er besuchte die Volksschule Eschelbach (Montabaur) und das Staatl. Gymnasium Montabaur, Abitur 1976. Von 1976 bis 1980 war er Soldat auf Zeit mit der Ausbildung zum Offizier (Luftlandeartillerie) und Oberst der Reserve. Von 1980 bis 1986 studierte er Geschichte, Germanistik und katholische Theologie in Mainz und Dijon mit Studienaufenthalt in Krakau. 1986 legte er die wissenschaftliche Prüfung für das Lehramt an Gymnasien (Geschichte, Deutsch) und die Erweiterungsprüfung für kath. Religion ab. Von 1987 bis 1988 absolvierte er den Vorbereitungsdienst für das Lehramt an Gymnasien (Geschichte, Deutsch, Kath. Religion) am Studienseminar Bad Kreuznach. Dazu kommt ein selbständiger Unterrichtseinsatz am Stefan-George-Gymnasium und die zweite Staatsprüfung für das Lehramt an Gymnasien. Von 1988 bis 1990 studierte er in Münster.
Von 1988 bis 1991 war er wissenschaftlicher Mitarbeiter am Institut für vergleichende Städtegeschichte. Von 1991 bis 1994 unterrichtete er als Studienrat am Elisabeth-Langgässer-Gymnasium (Geschichte, Deutsch, kath. Religion). Von 1994 bis 2003 war er Studienrat (2000 Oberstudienrat) a. e. H. für Geschichte an der PH Freiburg.
Nach der Promotion 2000 in Osteuropäischer Geschichte an der Universität Mainz (Erwin Oberländer) lehrte er von 2003 bis 2024 als ordentlicher Professor (C 3) für Geschichte und ihre Didaktik mit dem Schwerpunkt Neuere Geschichte und Zeitgeschichte an der PH Weingarten. Im Wintersemester 2024 kehrte er als Lehrbeauftragter an die PH Weingarten zurück.

## Schriften (Auswahl)
- Deutsche und polnische Propaganda während der Volksabstimmung in Oberschlesien 1919–1921. Dortmund 2002, ISBN 3-923293-73-9.
- Computerspiele im Geschichtsunterricht. Geschichte am Computer, Band 2. Schwalbach 2002, ISBN 3-87920-751-8.

## Veröffentlichungen
- Mehrere Artikel für das Biographisch-Bibliographische Kirchenlexikon (BBKL).